# Bryonora septentrionalis
Bryonora septentrionalis är en lavart som beskrevs av Jon Holtan-Hartwig. Bryonora septentrionalis ingår i släktet Bryonora, och familjen Lecanoraceae. Enligt den finländska rödlistan är arten sårbar i Finland. Arten är reproducerande i Sverige. Artens livsmiljö är fjällhedar.